# Quy chuẩn kỹ thuật
Quy chuẩn kỹ thuật là những quy định mức giới hạn của đặc tính kỹ thuật, yêu cầu quản lý mà sản phẩm, hàng hoá, dịch vụ, quá trình, môi trường... trong hoạt động kinh tế - xã hội phải tuân thủ để bảo đảm an toàn, vệ sinh, sức khoẻ con người; bảo vệ động vật, thực vật, môi trường; bảo vệ lợi ích và an ninh quốc gia, quyền lợi người tiêu dùng và những yêu cầu thiết yếu khác. Quy chuẩn kỹ thuật do cơ quan quản lý nhà nước có thẩm quyền ban hành để bắt buộc áp dụng.

## Hợp quy
Hợp quy là những sản phẩm, hàng hoá, dịch vụ, quá trình, môi trường và các đối tượng khác trong hoạt động kinh tế - xã hội phù hợp với tiêu chuẩn kỹ thuật tương ứng đã được công bố. Công bố hợp quy là việc tổ chức, cá nhân tự công bố sản phẩm, hàng hóa, dịch vụ, quá trình, môi trường phù hợp với quy chuẩn tương ứng.

## Một số quy chuẩn
- Quy chuẩn xây dựng